# Vladimir Sergeevič Rozing
Vladimir Sergéevič Rozing (o Rosing) (in russo Владимир Серге́евич Розинг?), noto anche col nome di Val Rosing (San Pietroburgo, 11 gennaio 1890 – Los Angeles, 24 novembre 1963) è stato un tenore e direttore teatrale russo naturalizzato statunitense che ha trascorso gran parte della sua carriera professionale nel Regno Unito e gli Stati Uniti. Negli anni della sua formazione ha vissuto gli ultimi anni dell'età d'oro dell'opera e si è dedicato attraverso il suo canto e la direzione artistica a dare nuova vita ai manierismi e ai metodi logori dell'opera.

## Biografia
Rozing era considerato da molti come un cantante e interprete della qualità di Fëdor Šaljapin. In The Perfect Wagnerite, George Bernard Shaw definì Chaliapin e Vladimir Sergeevič Rozing "i due cantanti più straordinari del 20º secolo".
Le registrazioni più famose di Vladimir Sergeevič Rozing sono le sue interpretazioni di canzoni d'arte russe di compositori come Musorgskij, Čajkovskij, Rachmaninov, Grečaninov, Borodin e Rimskij-Korsakov. È stato il primo cantante a registrare una canzone di Igor' Stravinskij: Akahito, tratta da Three Japanese Songs.
Come regista teatrale Rozing ha sostenuto l'opera in inglese e ha tentato di costruire compagnie d'opera nazionali permanenti negli Stati Uniti e in Gran Bretagna. Diresse spettacoli d'opera "con tale acume e freschezza di approccio che alcuni scrittori furono tentati di parlare di lui come un "secondo Reinhardt".
Rozing ha creato il suo sistema di movimento scenico e di recitazione per i cantanti. Si è rivelato molto efficace nelle sue stesse produzioni e l'ha insegnato a una nuova generazione di artisti.

## Primi anni di vita
Rosing nacque in una famiglia aristocratica a San Pietroburgo, Russia, il 23 gennaio 1890. Suo padre discendeva da un ufficiale svedese catturato dalle forze russe nella Campagna di Poltava. Sua madre era la nipote di un barone baltico.
I genitori di Rozing si separarono quando lui aveva tre anni e sua madre portò Vladimir e le sue due sorelle maggiori a vivere in Svizzera. Dopo quattro anni tornarono in Russia per vivere a Mosca vicino al padrino di Rozing, il generale Pëtr Arkad'evič Stolypin, comandante del Cremlino e padre del primo ministro russo Pëtr Stolypin. Per un certo periodo vissero nel Palazzo Poteshny al Cremlino come ospiti del generale Stolypin.
Rozing trascorse l'estate del 1898 nella tenuta di campagna del suo padrino a sud di Mosca, vicino a Tula. Viaggiò con sua madre per incontrare Lev Tolstoj come vicina della sua residenza di Jasnaja Poljana. Su richiesta di Tolstoj, la madre di Rozing portò un messaggio destinato allo zar al generale Stolypin, che in seguito rifiutò di consegnarlo.
Quando lo zar Nicola II visitò Mosca, Vladimir e la sua famiglia assistettero a un'esibizione dell'opera di Čajkovskij Eugenio Onegin, con il baritono Mattia Battistini, al Teatro Bol'šoj. Sedevano nel palco del generale Stolypin a pochi metri dal palco reale occupato dallo zar e dalla sua famiglia.
I genitori di Rozing si riconciliarono l'anno successivo e la famiglia tornò a San Pietroburgo. Rozing completò i suoi studi al Ginnasio che durava otto anni in Russia e la famiglia trascorse le estati nella loro tenuta di campagna in Podolia, in Ucraina.
La Russia è stata uno dei primi mercati più grandi per la musica registrata. Il padre di Rozing portò a casa un grammofono nel 1901 e Vladimir iniziò ad ascoltare e imitare i grandi cantanti dell'epoca. Imparò un repertorio di canzoni e arie, cantando parti da baritono e parti di tenore. Il suo vero desiderio era quello di fare il basso e di cantare il Mefistofele di Boito.
Nel 1905 Rozing assistette al massacro davanti al Palazzo d'Inverno noto come Domenica di Sangue. Quindi smise di essere un monarchico e si alleò con il Partito Democratico Costituzionale. Per compiacere suo padre, un avvocato di successo, Rozing studiò con riluttanza legge all'Università statale di San Pietroburgo, dove fu molto attivo nella focosa politica studentesca che seguì la prima rivoluzione russa del 1905. Combatté in accesi dibattiti con il futuro commissario bolscevico Nikolaj Krylenko. Agì come deputato studentesco al Soviet di San Pietroburgo dove ascoltò discorsi di Lev Trockij e altri. Rozing sviluppò presto un'ostilità per tutta la vita nei confronti dei bolscevichi.
Oltre alla politica si concentrò sulla musica e sul teatro. Quando i suoi genitori finalmente accettarono il primato dei suoi interessi musicali, iniziò a studiare canto con Marija Slavina, Aleksandra Karceva e Joachim Tartakov.
Nel 1908 Rozing si innamorò di una musicista inglese, Marie Falle, che conobbe durante una vacanza in Svizzera. Si sposarono a Londra nel febbraio 1909. Studiò canto a Londra con Sir George Power, prima di tornare in Russia per finire la scuola di legge.

## Carriera nei recital e politica
Dopo aver trascorso la stagione 1912 a San Pietroburgo come tenore emergente con l'innovativo Theatre of Musical Drama di Joseph Lapitsky, apparendo come Lenskij in Eugenio Onegin e come Hermann in The Queen of Spades, Vladimir Sergeevič Rozing debuttò in un concerto londinese nella Albert Hall il 25 maggio 1913. Trascorre l'estate a Parigi studiando con Jean de Reszke e Giovanni Sbriglia. Sbriglia diede finalmente a Rozing la tecnica e la direzione di cui aveva bisogno per mettere da parte per sempre i pensieri di una carriera legale.
Dal 1912 al 1916 Rozing pubblicò 16 dischi per l'etichetta HMV, molti dei quali furono registrati dal pionieristico produttore discografico americano Fred Gaisberg a San Pietroburgo e Londra. Nel 1914 firmò un contratto di 6 anni con l'impresario Hans Gregor per interpretare ruoli da tenore all'Vienna Imperial Opera, ma prima dell'inizio della stagione autunnale scoppiò la prima guerra mondiale e Rozing tornò a Londra.
L'appetito dei Londinesi per i russi e la musica russa era alto dopo le storiche stagioni dell'opera e del balletto russo di Sergej Djagilev, e i recital di Rozing in Inghilterra divennero presto estremamente popolari. Oltre ai suoi recital pubblici, Rozing era molto richiesto come interprete per l'esclusivo "At Homes" della società londinese, dove divenne amico di personaggi ricchi, famosi e potenti come l'editore del Manchester Guardian CP Scott, l'editore di Observer James Louis Garvin, David Lloyd George, Lord Reading, Alfred Mond e il Primo Ministro H. H. Asquith e sua moglie Margot.
Socializzò con scrittori come Ezra Pound, George Bernard Shaw, Hugh Walpole e Arnold Bennett e la sua cerchia includeva gli artisti Glyn Philpot, Augustus John, Walter Sickert e Charles Ricketts. 
Nel maggio 1915 produsse una breve Stagione lirica Alleata alla vacante London Opera House di Oscar Hammerstein I. Rozing presentò la prima inglese de La dama di picche di Čajkovskij e presentò Tamaki Miura in Madama Butterfly, la prima cantante giapponese ad essere scelta per il ruolo della protagonista di quell'opera. La stagione si concluse anticipatamente quando Londra fu presa di mira dai raid degli zeppelin per la prima volta durante la guerra. Ritornò in Russia per due mesi nell'estate del 1915 dopo che lo zar chiamò la 2° Riserva. Come unico figlio, fu ufficialmente assegnato alla Croce Rossa Serba e tornò a Londra per organizzare concerti di beneficenza. Successivamente fu insignito dell'Ordine di San Sava serbo di quinta classe per il suo servizio.
Quando nel marzo 1917 scoppiò la rivoluzione russa, Rozing andò a trovare Lloyd George per esortarlo a sostenere il nuovo governo provvisorio. Dirigeva il neocostituito Comitato per il rimpatrio degli esiliati politici. Pochi mesi dopo, quando Georgij Vasil'evič Čičerin fu imprigionato dagli inglesi, Rozing si incontrò di nuovo con Lloyd George per chiedere il rilascio di Čičerin.
Come risultato della presa del potere da parte dei bolscevichi, Rozing fu uno dei tanti russi a perdere la sua ricchezza. Mentre i rifugiati russi si riversavano a Londra, Rozing era al centro dell'azione. Socializzò con il principe Feliks Feliksovič Jusupov, organizzatore dell'omicidio di Rasputin, e Aleksandr Kerenskij, primo ministro del fallito Governo provvisorio russo.
I recital di Rozing erano più popolari che mai. Nell'autunno del 1919 si unì al soprano Emma Calvé e al pianista Arthur Rubinstein per un tour di concerti nelle province inglesi. Sostituì John McCormack a Belfast, ottenendo il plauso degli irlandesi. Il 6 marzo 1921 all'Albert Hall tenne il suo centesimo recital londinese.
Rozing registrò 61 dischi per la Vocalion Records all'inizio degli anni '20, spesso accompagnato dal pianista Frank St. Leger.
Nel giugno 1921 presentò, con il regista Fëdor Komissarževskij e il direttore Adrian Boult, una stagione di Opéra Intime (Opera Intima) all'Aeolian Hall di Londra. L'orchestra ridotta era composta dai direttori della British Symphony Orchestra, con pianoforte e organo. Su invito di Rozing, Isadora Duncan assistette a uno degli spettacoli. La compagnia Opéra Intime girò poi Glasgow ed Edimburgo.
Rozing lasciò l'Inghilterra per il suo primo tour di concerti negli Stati Uniti e in Canada nel novembre 1921. Il 31 dicembre 1921 Rozing tenne uno dei primi recital vocali al mondo trasmesso alla radio da WJZ (AM) a Newark. Dal successo del tour scaturì anche un invito a cantare a una cena di stato alla Casa Bianca tenuta dal Warren G. Harding il 2 febbraio 1922. Con i suoi amici, lo scrittore William Christian Bullitt e la scultrice Clare Sheridan, Rozing organizzò l'ultimo concerto del tour a New York il 10 marzo 1922, a beneficio dell'American Relief Administration di Herbert Hoover, la raccolta di fondi per aiutare a combattere la terribile carestia in Russia.
Rozing tornò per il suo secondo tour negli Stati Uniti e in Canada nel novembre 1922. Durante il viaggio di ritorno in Inghilterra nel marzo 1923 incontrò un rappresentante di George Eastman della Kodak, che portò a un'offerta poche settimane dopo per tornare negli Stati Uniti per avviare il dipartimento d'opera presso la Eastman School of Music a Rochester, di recente apertura. Rozing vide la possibilità di creare la compagnia d'opera che aveva sempre desiderato e ha colse al volo l'opportunità di cedere ad Eastman il suo sogno.

## La teoria del movimento
Quando Rozing andò a Rochester, aveva già iniziato a sviluppare le proprie teorie sul movimento e sulla regia. La svolta era arrivata trascorrendo settimane a studiare le grandi statue del Louvre. Rozing analizzò cosa le rendeva belle, aggraziate o perché trasmettevano emozioni e capì come trasferire quel potere espressivo ai corpi fisici in movimento su un palcoscenico. Quando parlava di scolpire il movimento del corpo stava letteralmente dando vita a grandi sculture attraverso una serie di regole e tecniche che aveva elaborato.
L'idea centrale di Rozing era che c'è un tempo, un luogo e una ragione definiti per l'inizio di un gesto e un momento preciso per recuperarlo e che tutti i gesti devono essere recuperati. Insegnò le regole per l'azione indipendente e coordinata delle articolazioni utilizzate nello scolpire il movimento del corpo, che ogni movimento ha un movimento preparatorio nella direzione opposta e che l'arretramento di un gesto è di estrema importanza. Insegnò la messa a fuoco degli occhi e gli angoli della testa. Eliminò le braccia agitate e le mani vaganti e chiese che ogni movimento non necessario fosse eliminato. La sua formula di messa in scena era quella di muoversi e trattenere, come se si stesse fotografando una serie di scatti o animando delle sculture. Non impostò modelli di azione scenica sulla musica. Credeva che l'opera potesse raggiungere la sua massima efficacia con il risultato di un'interpretazione drammatica piuttosto che fissarsi sulla musica. Il corpo e la musica dovrebbero diventare un tutt'uno, una miscela completa di suono e movimento, con ogni movimento che esce dal suono.
Rozing costruì il suo intero principio di azione scenica su questa teoria. Era un approccio coreografico, ma a differenza del balletto che è matematico e il suo movimento continuo, lo stile risultante era completamente diverso. A Rochester Rozing ebbe la possibilità di testare e perfezionare le sue teorie per i successivi quattro anni.

## American Opera Company
Con il sostegno di George Eastman, Rozing concepì l'idea di formare professionalmente un gruppo di giovani cantanti americani e trasformarli in una compagnia di repertorio nazionale, che si esibessero in opere liriche negli Stati Uniti in traduzioni inglesi di facile comprensione. Lo fece con l'aiuto di artisti e benefattori entusiasti.
Il gruppo di artisti che andò a lavorare con Rozing a Rochester comprendeva Eugene Goossens, Albert Coates, Rouben Mamoulian, Nikolaj Slonimskij, Otto Luening, Ernst Bacon, Emanuel Balaban, Paul Horgan, Anna Duncan e Martha Graham. Un primo gruppo di 20 cantanti fu scelto da tutti gli Stati Uniti e ricevette borse di studio complete.
Anche se era iniziata la transizione verso una nuova carriera come regista, Rozing fece un altro tour di recital in Canada, tenne concerti con la Rochester Philharmonic e il 20 ottobre 1924 tenne un concerto alla Carnegie Hall con Nikolaj Slonimskij come accompagnatore.
Nel novembre 1924, dopo un anno di gestazione e formazione, fu annunciata la Rochester American Opera Company. Fece una tournée nel Canada occidentale nel gennaio 1926. Seguirono spettacoli a Rochester e Chautauqua. Mary Garden fu così colpita dal gruppo che venne a cantare Carmen con la compagnia nel febbraio 1927 nell'intima Kilbourn Hall della Eastman School of Music. Più tardi quel mese, Vladimir sposò la sua seconda moglie, il soprano Margaret Williamson, che era membro della compagnia.
La compagnia d'opera aderiva rigorosamente a una politica non da star, sviluppando invece un'unità di ensemble in base alla quale un cantante poteva avere un ruolo da protagonista una sera e un ruolo di supporto la successiva.
Sotto la direzione di Rozing la Rochester Opera Company eseguì la prima americana de Il ratto dal serraglio di Mozart il 1 novembre 1926.

Su invito della Theatre Guild, la Rochester American Opera Company fece il suo debutto a New York nell'aprile del 1927, dando un'intera settimana di spettacoli al Guild Theatre con Eugene Goossens alla direzione.
Fu creato un comitato di sostenitori ricchi e influenti per aiutare a portare l'azienda al livello successivo. L'estate del 1927 fu trascorsa a provare a Magnolia, nel Massachusetts, per la stagione autunnale e ad esibirsi al teatro privato di Leslie Buswell nella sua villa vicina, Stillington Hall. Nel dicembre 1927, la neonata American Opera Company si esibì per il presidente e la signora Coolidge e 150 membri del Congresso al Poli's Theatre di Washington DC.
Nei mesi di gennaio e febbraio 1928 l'American Opera Company portò sette settimane di opera a Broadway al Gallo Theatre di New York. Robert Edmond Jones contribuì alle scenografie.
Seguirono tournée nazionali per i due anni successivi, ma il crollo del mercato azionario del 1929 fece smaterializzare le prenotazioni per la stagione 1930. Il gruppo ottenne l'approvazione ufficiale del presidente Herbert Hoover, che chiese che diventasse "un'istituzione nazionale permanente", ma quando il paese sprofondò nella Grande depressione, la compagnia fu costretta a sciogliersi.
Il primo romanzo dell'autore vincitore del Premio Pulitzer Paul Horgan, The Fault of Angels, pubblicato nel 1933, è un racconto romanzato dei primi giorni del dipartimento d'opera della Eastman School.
Oltre a dirigere alcune opere teatrali, i primi anni '30 furono tempi di magra per Rozing. Era diventato cittadino americano nel 1930, ma quando gli giunse un'offerta dalla BBC per uno spettacolo televisivo tornò a Londra.

## Prima opera televisiva
Rozing rimase popolare nei recital in Gran Bretagna e riprese a dare concerti lì al suo ritorno nel 1933. Rozing firmò un nuovo contratto con la Parlophone e, (con l'aiuto degli accompagnatori Ivor Newton, Myers Foggin e Peter Gellhorn), registrò 32 dischi (con il nuovo metodo elettrico) tra il 1933 e il 1937.
Rozing diresse una produzione musicale di The Rivals di Richard Brinsley Sheridan con canzoni di Herbert Hughes e John Robert Monsell che fu messa in scena al Kingsway Theatre nel settembre 1935. La Regina Mary assistette a uno degli spettacoli.
Il 2 novembre 1936 la BBC iniziò il primo servizio televisivo regolarmente programmato al mondo. Meno di due settimane dopo, il 13 novembre, The British Music Drama Opera Company sotto la direzione di Rozing presentò la prima opera televisiva al mondo, Pickwick di Albert Coates. La performance è stata un'anteprima della prossima stagione della nuova compagnia alla Royal Opera House al Covent Garden.
La stagione del Covent Garden si aprì il 18 novembre 1936, con Boris Godunov, Madama Butterfly, La fiera di Soročincy e Pagliacci, seguiti dalla prima assoluta di Pickwick di Coates e da un'altra nuova opera, Julia, di Roger Quilter.
Il 5 ottobre 1938 Rozing tornò alla BBC per una trasmissione televisiva in diretta di Pagliacci con la sua ultima compagnia operistica, la Covent Garden English Opera Company. Ancora una volta fu un'anteprima della prossima stagione che si è aprì con Faust il 10 ottobre, con Eugene Goossens alla direzione. Insieme a Rigoletto, Madama Butterfly, I maestri cantori di Norimberga, Pagliacci e Cavalleria rusticana c'era un'opera sconosciuta, The Serf, di George Lloyd. Dopo la stagione londinese, la compagnia girò Liverpool, Glasgow ed Edimburgo.

## Ritorno in America

### Seconda guerra mondiale

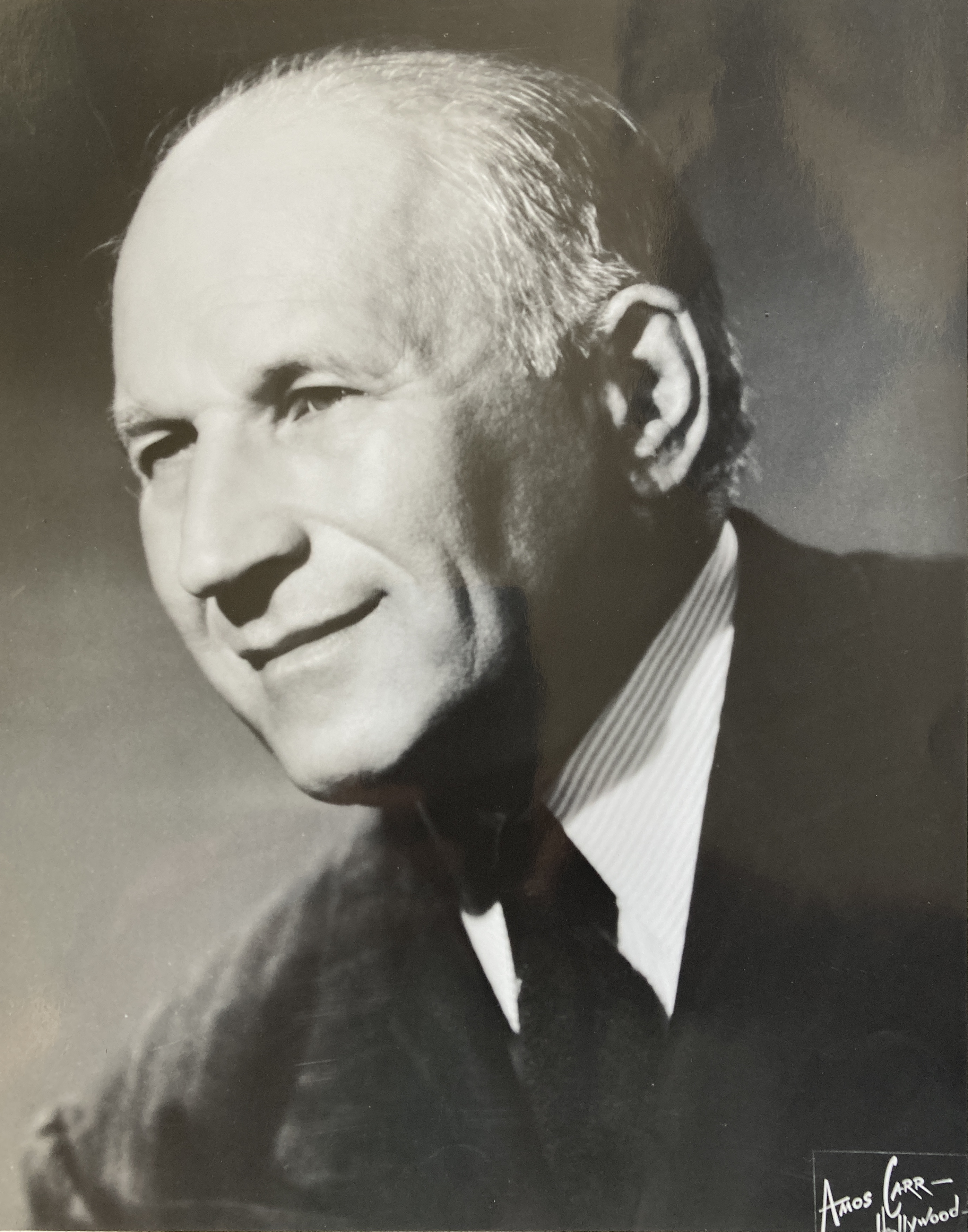
Vladimir Sergeevič Rozing, Primo piano pubblicitario del volto, 1954.

Quando scoppiò di nuovo la guerra in Europa nel settembre 1939, Rozing andò con il suo amico Albert Coates nel sud della California. Rozing sposò la sua terza moglie, l'attrice inglese Vicki Campbell e salirono a bordo della SS Washington a Southampton il 3 ottobre 1939. La nave era piena di artisti in fuga dall'Europa, tra cui Arturo Toscanini, Arthur Rubinstein, Paul Robeson e il Balletto russo.
Una volta al sicuro a Hollywood, Rozing e Coates formarono la Southern California Opera Association. In collaborazione con la Works Progress Administration, produssero una notevole produzione del Faust che vide il debutto del soprano Nadine Conner. Rozing rinnovò le sue attività politiche, diventando presidente esecutivo della Federal Union of Southern California, un nuovo gruppo i cui membri includevano Thomas Mann, John Carradine, Douglas Fairbanks Jr. e Melvyn Douglas. Il gruppo lavorò per contrastare il sentimento isolazionista americano e sostenere gli aiuti per gli sforzi bellici dell'Inghilterra.
Quando gli Stati Uniti si unirono alla guerra, Rozing voleva essere al servizio. Fu nominato Direttore dell'intrattenimento a Camp Roberts, in California, nel 1943. Gli studi cinematografici prestarono la loro scuderia di stelle e, con l'aiuto di talentuosi militari, Rozing diresse oltre 20 produzioni di teatro musicale e opera leggera per le truppe. La sua ultima produzione a Camp Roberts fu una versione messa in scena del Messiah di Händel nel dicembre 1945. Insieme al capitano Hugh Edwards, un altro veterano di Camp Roberts, Rozing fondò l'American Operatic Laboratory nel 1946. L'idea era quella di offrire corsi completi di musica vocale e strumentale a studenti di musica, nonché soldati di ritorno sul disegno di legge G.I. Bill. La scuola iniziò con 17 studenti e nei tre anni successivi furono formati 450 alunni, la maggior parte dei quali veterani. Furono date oltre 300 rappresentazioni di 33 diverse produzioni d'opera. Una delle giovani studentesse di Rozing, Jean Hillard, alla fine divenne la sua quarta moglie.
Rozing lavorò a livello locale con la Long Beach Civic Opera Association alle produzioni di La vedova allegra, Naughty Marietta e Rio Rita nel 1946. Sotto la bandiera dell'American Opera Company di Los Angeles, diresse Tosca, Il barbiere di Siviglia e Faust nel 1947 con un giovane basso emergente di nome Jerome Hines. Nel 1948 la National Opera Association di Los Angeles, sotto la sua direzione, presentò L'opera del mendicante, Il ratto dal serraglio, Pagliacci, Rigoletto, Faust e La traviata con il soprano Jean Fenn. Le produzioni di Le nozze di Figaro, The Queen of Spades e Don Giovanni con l'American Opera Company di Los Angeles furono completate nel 1948. Per KFI-TV nel 1949 Rozing presentò 46 settimane di sequenze d'opera trasmesse in diretta la domenica pomeriggio che furono votate Outstanding Musical Program di origine locale dalla Southern California Association for Better Radio and T.V.

### New York City Opera
Nell'autunno del 1949 giunse un'offerta dalla New York City Opera (NYCO) per far rivivere l'opera comica di Prokof'ev L'amore delle tre melarance. Il vecchio amico di Rozing, Theodore Komisarjevsky, avrebbe dovuto dirigere la produzione, ma aveva subito un infarto. Vladimir aveva visto la produzione originale fallita, commissionata dalla Chicago Opera nel 1921 e sapeva di cosa aveva bisogno il lavoro per portarla al successo. La sua produzione iniziò nel novembre 1949 e fu un grande successo. Life Magazine lo diffuse con un articolo di tre pagine di foto a colori. La compagnia di New York portò la produzione a Chicago. L'opera di Prokofiev fu riportata a grande richiesta per altre due stagioni successive a New York.
Nel decennio successivo Rozing ha diretto altre dieci produzioni per la NYCO, tra cui The Ballad of Baby Doe di Douglas Moore, che andò in onda per due stagioni nel 1958 e mise in luce il ruolo di debutto del soprano Beverly Sills. La produzione fu ripresa di nuovo nel 1962.

### L'opera al cinema
Rozing ha diretto sequenze d'opera per quattro film durante questo periodo, a cominciare da Everybody Does It con Linda Darnell per la 20th Century Fox nel 1949. Grounds for Marriage with Kathryn Grayson eseguito per la MGM nel 1950. Rozing ha diretto Ezio Pinza in Strictly Dishonoreable e Oltre il destino (Interrupted Melody) con Eleanor Parker nel 1955, entrambi per la MGM.

### L'Hollywood Bowl

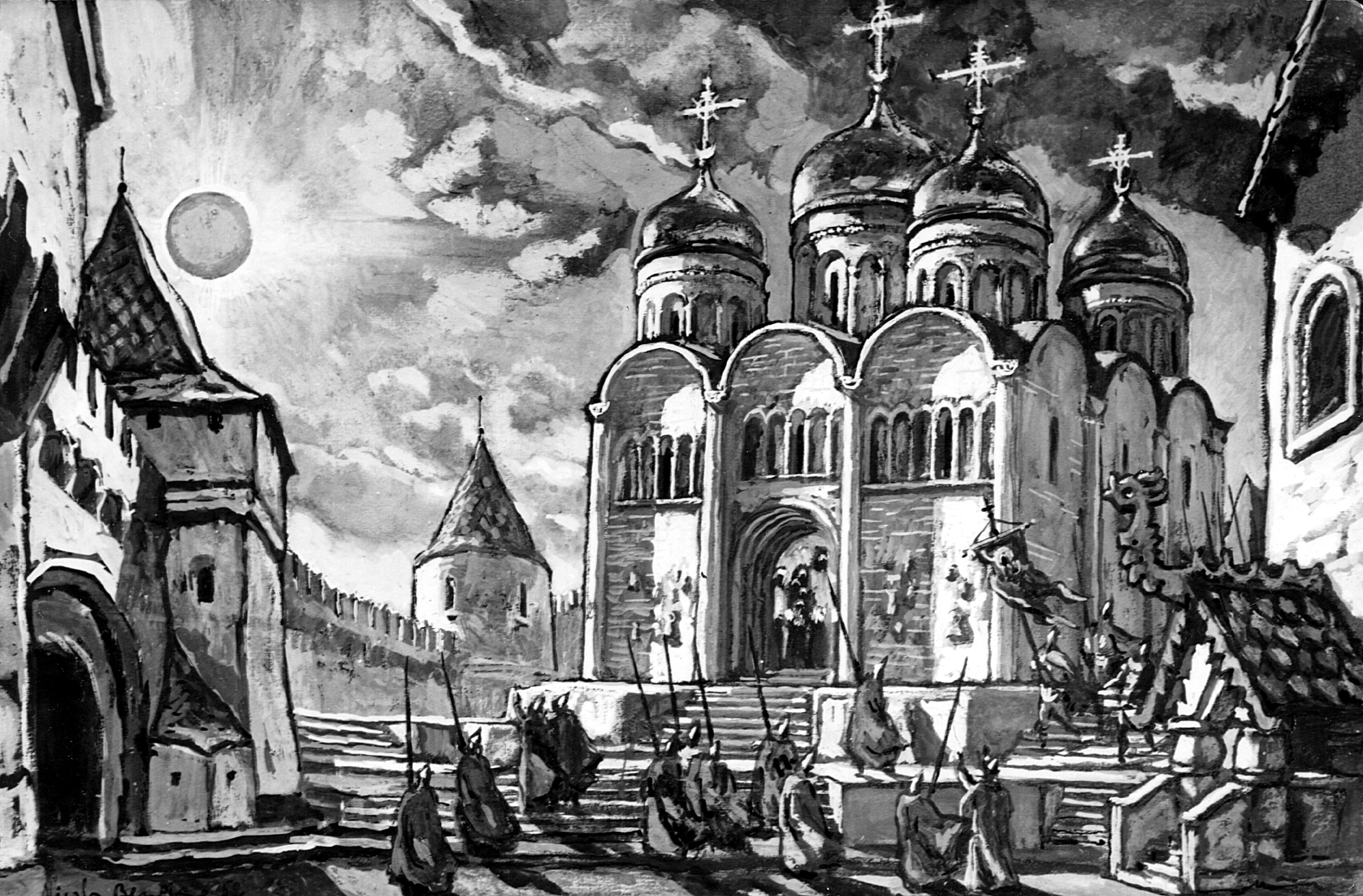
Una delle scenografie di Nicola Benois per il principe Igor, alla Opera di Chicago nel 1962.

Nel 1950, mentre la California festeggiava i cento anni di statualità, Rozing diresse una nuova produzione di Faust con Nadine Conner, Jerome Hines e Richard Tucker, che aprì la stagione estiva dell'Hollywood Bowl. Il lavoro di Rozing fu notato dai produttori dell'imminente The California Story, la produzione ufficiale del centenario dello stato che sarebbe stata allestita al Bowl quell'autunno e gli fu chiesto di dirigerlo. Meredith Willson supervisionò la musica. The California Story andò in scena per cinque spettacoli nel settembre 1950. Furono impiegati un coro di 200 e centinaia di attori. Il guscio del bacino fu rimosso e il palco fu ampliato. L'azione fu ampliata per comprendere le colline circostanti. Lionel Barrymore fornì la narrazione drammatica. Il successo di California Story aprì una nuova strada per Rozing: lo spettacolo storico: The Air Power Pageant in the Bowl nel 1951 e The Elks Story nel 1954. Nel 1956 Rozing ha diretto una produzione altrettanto sontuosa di The California Story a San Diego come produzione principale di un festival civico di nuova creazione, Fiesta del Pacifico.
Rozing ha anche diretto altre tre opere all'Hollywood Bowl: Die Fledermaus nel 1951, Madama Butterfly con Dorothy Kirsten nel 1960 e The Student Prince con Igor Gorin nel 1962.

### Opera di Chicago
A partire dal 1955 con Il tabarro, Vladimir Sergeevič Rozing diresse una dozzina di produzioni nei sette anni successivi per la Lyric Opera di Chicago, tra cui Boris Godunov con Boris Christoff, Turandot con Birgit Nilsson nel 1958 e Thaïs con Leontyne Price nel 1959. L'ultima opera di Rozing lì, nel 1962, fu Il principe Igor' di Borodin, sempre con Boris Christoff, una produzione che comprendeva scene di Nicola Benois, coreografia di Ruth Page e balli di Rudol'f Nureev, appena arrivato in Occidente dalla Russia.

### Sindacato dell'Opera di Montréal
L'Opera Guild of Montréal, fondata dal soprano Pauline Donalda, portò Rozing a dirigere Falstaff di Verdi nel gennaio 1958 all'His Majesty's Theatre. Fino al 1962 Rozing diresse una produzione ogni gennaio per la Gilda: Macbeth (1959), Carmen (1960), Romeo e Giulietta (1961) e La traviata (1962). Il famoso direttore d'orchestra russo Emil Cooper diresse l'orchestra per le prime tre stagioni.

### Centennali
Il successo del ''The California Story'' all'Hollywood Bowl nel 1950 portò al revival dello spettacolo in modo altrettanto grandioso per l'annuale Fiesta del Pacifico di San Diego nel 1956, 1957 e 1958. Altri stati se ne accorsero e Rozing fu ingaggiato per scrivere e dirigere il Centenario dell'Oregon nel 1959 e produzioni del centenario per il Kansas nel 1961 e l'Arizona nel 1963. Fu assistito dalla sua quinta moglie, Ruth Scates, che sposò nel 1959.

### The Freedom Story
Rozing concepì una produzione spettacolare, The Civil War Story, che sarebbe stata finanziata congiuntamente dagli Stati partecipanti e avrebbe girato il paese per diversi anni in occasione del centenario della guerra. Rozing pianificò di produrre, scrivere e dirigere la produzione. Dopo un deludente fallimento nell'ottenere il sostegno bipartisan negli stati del nord e del sud per questo ambizioso progetto, Rozing concepì quindi una produzione ancora più grande che avrebbe invece raccontato la storia della libertà stessa. The Freedom Story sarebbe stato un ambasciatore di libertà e pace, inviato dall'America al resto del mondo, esibendosi nelle lingue locali. Rozing voleva usare il potere dell'arte per combattere le forze del totalitarismo che vedeva minacciare la libertà dell'America. Il progetto ottenne un ampio sostegno, con un comitato consultivo che includeva Alf Landon, Harry S. Truman e Dwight D. Eisenhower. Meredith Willson aveva accettato di creare la musica.
L'ambizioso progetto non ebbe la possibilità di progredire ulteriormente. Mentre lavorava all'Arizona Story, Rozing contrasse la sepsi. Morì a Los Angeles il 24 novembre 1963, all'età di 73 anni. Il compositore Meredith Willson tenne l'elogio funebre. Rozing fu sepolto al Forest Lawn Memorial Park sulle colline di Hollywood.

## Incisioni
La discografia completa di Vladimir Sergeevič Rozing è stata pubblicata in "The Record Collector" (Vol. 36 n. 3, luglio, agosto, settembre 1991). Tutte le registrazioni originali sono state pubblicate come dischi a 78 giri su HMV, Vocalion e Parlophone, ma alcune sono state ripubblicate su LP e CD.
78
- Dal 1912 al 1916 Rozing ha registrato 16 dischi per HMV.
- Negli anni '20 Rozing ha registrato 61 dischi per Vocalion Records in Inghilterra e in America.
- A metà degli anni '30, dopo essere tornato in Inghilterra, Rozing ha registrato i suoi ultimi 32 dischi per Parlophone.
- Tre registrazioni inedite nel caveau EMI sono state scoperte e diffuse ai collezionisti da Historic Masters su HM 161 e HM 199b.

LP
- Nel 1952 la Decca americana[93] pubblicò un album in LP, Fourteen Songs of Mussorgsky (DL 9577) tratto dalle registrazioni di Rosing alla Parlophone effettuate nell'aprile 1935.
- TAP Records ha selezionato Vladimir Sergeevič Rozing per i suoi Twenty Great Russian Singers of the Twentieth Century (T 320) pubblicato nel 1959.
- Rozing è stato poi incluso nel volume 3 del massiccio The Record of Singing della EMI nel 1984 (EX 290169 3), ripubblicato su CD nel 1999 da Testament (SBT 0132).
- Non dimenticata nel suo paese natale, l'etichetta discografica sovietica Melodiya ha pubblicato un completo set di 3 dischi negli anni '80 sulla loro Musical Heritage Series (M10 46417 003, M10 46475 007 e M10 48083 006).
- "The Songs of Moussorgsky" (un'altra ristampa delle registrazioni Parlophone degli anni '30) è stata pubblicata in Giappone dalla Artisco Records (YD-3014).

CD o MP3
- Nel 1993 la Pearl Records pubblicò una raccolta di CD, Russian Art Song (GEMM 9021), abbinando le registrazioni degli anni '30 di Vladimir Sergeevič Rozing e Oda Slobodskaya.
- Stars of David - Music by Singers of Jewish Heritage - Audio Encyclopedia AE 002. L'inclusione di Rozing in questo set di CD è un prolungamento. La madre di Rozing era per metà ebrea, ma la sua educazione era completamente russo-ortodossa.
- Treasures of the St. Petersburg State Museum (NI 7915/6), un doppio CD pubblicato dalla Nimbus Records nel 2004, conteneva due registrazioni di Rozing.
- La Naxos Records includeva tre delle registrazioni di Rozing nell'uscita del CD 2006 della Naxos Historical di Mussorgsky: Khovanschina (NAXOS 8.111124-26).
- Anthology of Russian Romance: Tenors in the Russian Vocal Tradition include quattro brani di Rozing. 2008 Musica in linea.
- Vocal Record Collectors' Society - 2009 Issue (VRCS 2009/2), CD distribuito da Norbeck, Peters & Ford (V1660), include una traccia di Rozing.
- Male Singers 4: The Definitive Collection Of The 19th Century's Greatest Virtuosos (Pre-1940 Vintage Record) include otto registrazioni Rozing (RMR 2010).
- The Stars of the Soviet Opera Houses - Tenors - Volume 8 PA-1103 da Papillon (pubblicato da opera-club.net) contiene sei spettacoli di Rozing.
- L'esecuzione di Rozing di Élégie di Massenet con il violinista Albert Sammon è contenuta nel CD London String Quartet Volume VI (St. Laurent YSL 78-237).

## Matrimoni
- Maria Falle; sposata nel 1909;[94] divorzio nel 1926;[95] il figlio, Valerian, è nato nel 1910.[nb 8]
- Margaret (Peggy) Williamson; sposata nel 1927;[98] divorzio nel 1931; figlia, la Diana, è nata nel 1928.[99]
- Winifred (Vicki) Campbell; sposata nel 1939;[100] divorzio nel 1951.[101]
- Virginia (Jean) Hillard; sposata nel 1952;[102] divorzio nel 1959;[103] il figlio, Richard, è nato nel 1955.
- Ruth Scates, sposata nel 1959.

## Racconti
Durante la Guerra fredda, Rozing incanalò le sue energie politiche nella scrittura di un romanzo e di una serie di sceneggiature sulla Russia, per il teatro e la televisione.
- La casa di Rosanoff, un romanzo ambientato negli anni che hanno preceduto la rivoluzione russa, fino alla seconda guerra mondiale.
- La corona cambia mani, un'opera teatrale sulla lotta di classe durante la rivoluzione russa, prodotta due volte a Los Angeles (1948 e 1953).
- Lenin, una commedia biografica, scritta negli anni '50.
- Stalin, una sceneggiatura televisiva biografica, scritta alla fine degli anni '50.

## Citazioni

### Rozing, Vladimir. "Idealismo e arte". Corriere musicale, 10 maggio 1923.
"Considero la musica e l'arte da un punto di vista molto idealistico. Per me la musica è strettamente connessa con l'intero processo evolutivo, il progresso del genere umano, la questione fondamentale dell'essere, della vita, di Dio.
Che cos'è la perfezione nell'arte noi, con le nostre menti finite, non possiamo ancora afferrare. Ciò che ora ci sembra meraviglioso e perfetto, probabilmente sembrerà infantile tra qualche centinaio di anni. Ciò che sembra impossibile ora sarà possibile allora.
Spero che arrivi presto il momento in cui le masse si risveglieranno alla realizzazione della grande missione dell'arte nella vita, e smetteranno di considerarla un divertimento, un hobby, una ricreazione, uno snobismo; quando i governi cesseranno di essere ciechi e prenderanno l'arte sotto la loro speciale cura, contribuiranno a svilupparla come uno dei grandi tesori e beni nazionali, come il grande fattore di educazione della mente, e daranno ampiamente questo cibo spirituale dell'umanità alle masse. È tempo che comprendano che è uno dei loro principali fattori (se sono onesti) per promuovere l'evoluzione della civiltà".

### Rozing, Vladimir. "Interpretazione nell'arte del canto - Parte I". Corriere musicale, 11 ottobre 1923
"Mussorgsky nelle sue canzoni inventa un mezzo di espressione musicale completamente nuovo. Arriva al completo realismo e ha un tono musicale perfetto e realistico che ritrae il significato della parola, lo stato psicologico dietro la parola. Chiede ancora un altro tipo di cantante, un cantante che può padroneggiare un numero infinito di colori nei suoi toni, un cantante in grado di ritrarre nel suo tono non solo la bellezza e le linee melodiche fluide, ma anche il grottesco, e dipingere quadri realistici con la sua voce.
Ai tempi dei classici i puristi avevano ragione: il tono era prima di tutto. Con i tesori sonori che esistono nelle canzoni di oggi, che ritraggono tutti i lati emotivi della nostra vita, allora dico che sono sbagliati e noi abbiamo ragione. Dicano i puristi che non amano quel genere di canzoni; quello è diverso, e poi sarebbe una questione di gusti. Ma cantare quelle canzoni solo con un tono puro non è artistico".

### Rozing, Vladimir. "Interpretazione nell'arte del canto, parte II". Corriere musicale, 18 ottobre 1923
"Quando un cantante prende una canzone per studiarla deve prima di tutto visualizzare la poesia dall'inizio alla fine. Deve creare nella sua mente una sorta di film cinematografico di ogni movimento o emozione che c'è nella canzone. Dopodiché deve mettersi nel quadro e viverci dentro, diventando effettivamente il personaggio o i personaggi che ci sono nelle canzoni, perdendo completamente la propria personalità".

### Parker, H. T. Croma: Voci e figure della musica e della danza (1922). New York, Dodd, Mead & Co.
"Il signor Rozing portava ad un tale tono lo scopo caratterizzante ed il potere di proiezione, che l'ascoltatore dimenticava la canzone per il cantante. Un concerto più 'personale' di quello di Mr. Rozing è davvero raro. Nemmeno quelli di Šaljapin erano più pervasi da un unico spirito. Proponeva alcune parole di spiegazione delle sue canzoni, si avventura in un felice scambio, russo-saggio, con il suo pubblico, non risparmiava né la propria emozione, né quella del pubblico.
Quando credeva che il canto puro fosse la voce della musica in mano, cantava con chiaro riguardo per il tono ben modellato e trasparente, la linea sostenuta, il fraseggio italiano caldo e felice, la modulazione abile, la transizione raffinata, il progresso plastico, il climax adatto.
Il signor Rozing preferisce fare della sua canzone un'arte insistentemente espressiva. Nei suoi toni definiva e proiettava il carattere; evocava immagini e visioni, richiamava e trasmetteva passioni della mente, dell'anima, del corpo. E faceva tutte queste cose al massimo. A tal fine, piegava o interrompeva i ritmi, tagliava o fondeva frasi, zigzagava la linea melodica, cambiava bruscamente ritmo o accento, enfatizzava il contrasto, moltiplicava il climax. Per ottenere questi fini usava senza vergogna quelli che le vergini vestali del canto chiamano trucchi vocali: il falsetto, per esempio, o la nota prolungata, gonfiata, diminuita, fusa quasi impercettibilmente nell'aria. Li usava, tuttavia, non come esibizione alla moda galli-curciana o tetrazziniana, ma per ottenere un punto rilevabile nel suo design vocale. Soprattutto, il signor Rozing colorava i suoi toni e imprimeva nei suoi ascoltatori il personaggio, la passione, l'immagine della musica e dei versi poiché avevano commosso il suo spirito. Se le arti del canto accettate lo serviravano in tal modo, le usava in modo esperto ed efficace. Se erano meno praticabili, sceglieva i propri mezzi, li impiegava a modo suo".

### Newton, Ivor. Al Piano, il mondo dell'accompagnatore (1966). Hamish Hamilton, Londra.
"Rozing portò a Londra uno stile di canzone e di canto che Londra non aveva mai sentito prima, una canzone russa forte e realistica, interpretata in un modo russo schietto e realistico. Sale da concerto e salotti londinesi... bevevano questa vodka liscia tanto avidamente come un uomo che ha passato mesi nel deserto o in un monastero. Quel tipo, era chiaro, era un selvaggio, un muzhik. Un vagabondo delle steppe, un perdigiorno delle nevi siberiane. Gli uomini furono scossi dal loro compiacimento. Le donne rabbrividivano e lo adoravano.
Rozing aveva una delle personalità più vivide e magnetiche che avessi mai incontrato; raramente ho conosciuto qualcuno che potesse tenere un pubblico in una tale pura estasi di incanto durante un intero recital. Un pubblico di Rozing era diverso dagli altri. C'era elettricità nell'aria e le persone si accucciavano in avanti sui loro posti come se stessero guardando un melodramma feroce e terrificante. Con Rozing quasi ogni canzone era un melodramma, a volte un grande melodramma guignol. Ha recitato in ogni canzone; spesso esagerava, a volte quasi la scherniva. I puristi si scandalizzarono. L'uomo poteva fare tutto tranne cantare, dicevano. Era un saltimbanco, un buffone. Non aveva alcun diritto in una sala da concerto; dovrebbe essere in una fiera. Era oltraggioso, senza pari. Così è stato. Forse avevano ragione, ma è venuto fuori, perché, nonostante tutte le sue eccentricità, Rozing non è mai stato cheap; in tutto ciò che faceva c'era un'impressione così opprimente di sincerità severa e incrollabile. L'uomo si è semplicemente gettato nella sua musica e nella sua poesia. Cantava, occhi chiusi e piedi divaricati, come un portiere cieco non solo con la voce ma con il cuore, il cervello, il corpo, le mani e i piedi. Se riduceva a brandelli una passione, sentivi che quella particolare passione era molto più efficace fatta a brandelli che intatta. Se combinava un pasticcio con una canzone, beh, era un pasticcio glorioso".

## Nella cultura popolare
- Vladimir Sergeevič Rozing potrebbe aver in parte ispirato il personaggio di Stanislas Rozing nel romanzo rosa del 1932 dell'autrice inglese Lady Eleanor Smith "Ballerina". Eleanor Smith (1902–1945) era la figlia di F. E. Smith e la sorella di Frederick Smith, 2º conte di Birkenhead, con i quali Vladimir Sergeevič Rozing socializzava. Il romanzo fu successivamente trasformato in un film nel 1941 intitolato "The Men in Her Life", interpretato da Loretta Young. Il personaggio di Rozing fu interpretato da Conrad Veidt. Per coincidenza il regista di origine russa del film, Gregory Ratoff, era anche amico di lunga data di Vladimir Sergeevič Rozing.
- Rozing appare come il personaggio di Vladimir Arenkoff nel secondo romanzo dell'autore vincitore del Premio Pulitzer Paul Horgan, "La colpa degli angeli". Una finzione delle personalità che circondano l'American Opera Company a Rochester. Il romanzo vinse l'Harper Prize nel 1933.
- Il poeta irlandese Patrick MacDonogh (1902–1961) scrive dell'ascolto della registrazione di Vladimir Sergeevič Rozing di "Ne poy krasavitsa, pri mne" (Non cantare bellezza, con me) di Rachmaninov nella seconda parte della sua poesia "Escape to Love" (Fuga per amore).[108]
- La poetessa canadese Alice Maud Winlow (1879-1946) incluse un sonetto intitolato "Vladimir Sergeevič Rozing" nel suo libro "The Miracle of Roses" pubblicato nel 1926.[109]

## Annotazioni
1. ↑  Prima dei primi successi della sua carriera musicale, Rozing ha ricoperto la carica di Bridge Editor per la popolare pubblicazione britannica The Strand Magazine dal settembre 1911 al febbraio 1912 sotto il titolo Wladimir de Rozing.[18]
2. ↑  Anche durante questo periodo Rozing è stato seguito brevemente dal Dr. Roger Vittoz a Losanna, in Svizzera. Rozing ha attribuito a Vittoz il merito di aver cambiato la sua vita e di avergli fornito gli strumenti per sfruttare al massimo le sue energie mentali e creative. Rozing si è basato sulle idee di Vittoz e in seguito ne ha incorporate molte nei suoi metodi di formazione per cantanti e attori. Anche T. S. Eliot fu paziente di Vittoz.[19]
3. ↑  Il Ritratto di Vladimir Sergeevič Rozing di Glyn Philpot R.A. è stato incluso nell'Esposizione di dipinti e sculture di Philpot del 1938 alla Tate Gallery di Londra. Dal 1964 è nella collezione di Lord Salisbury a Hatfield House.[24]
4. ↑  L'incontro di Rozing con il primo ministro Lloyd George fu oggetto di dibattito alla Camera dei Comuni. Bonar Law, leader della Camera dei Comuni, fu interrogato da M.P. Joseph King indipendentemente dal fatto che Lloyd George si fosse incontrato segretamente con Rozing per discutere del rilascio di Chicherin. Bonar Law disse che gli era stato riferito che nessun incontro del genere ha avuto luogo. Le memorie personali di Rozing lo confermano.[28]
5. ↑  William Bullitt e Vladimir Sergeevič Rozing si incontrarono quasi ogni notte durante questo periodo con lo scopo di scrivere un'opera teatrale sulla rivoluzione russa. Non riuscirono essere d'accordo su una trama, ma alla fine Rozing scrisse un'opera teatrale sull'argomento: "The Crown Changes Hands".[39]
6. ↑  La rivista "Time" riportò erroneamente il 26 dicembre 1927 che Rosling incontrò lo stesso Eastman in viaggio verso l'Europa, e quell'errore fu spesso ripetuto, anche dai membri originali dell'American Opera Company, Paul Horgan e Nicholas Slonimsky e da Elizabeth Brayer nella sua biografia definitiva di George Eastman.[41]
7. ↑  Ad assistere a un'esibizione al Bowl c'era l'amico e insegnante di Rozing, Paramahansa Yogananda. Rozing incontrò Yogananda per la prima volta a Seattle nel 1925. Insieme ad Amelita Galli-Curci. Rozing fu uno dei principali testimonial di celebrità di Yogananda. Yogananda andò a Rochester per visitare Rozing nel dicembre 1926. Rozing era anche molto interessato alla teosofia e conosceva il presidente del movimento, Annie Besant. Quando tornò in Inghilterra negli anni '30 fu ospite regolare del Loggia buddista londinese di Christmas Humphreys insieme al giovane Alan Watts.[80][81][82][83]
8. ↑  Valerian divenne un famoso crooner negli anni '30 sotto il palco nome Val Rosing, causando occasionale confusione con il suo noto padre. Ha pubblicato dozzine di dischi ed è il cantante della versione originale di Teddy Bears' Picnic. Fu portato a Hollywood dalla MGM nel 1937 e cambiò il suo nome in Gilbert Russell.[96][97]